# Línea 3 (Metro de Barcelona)

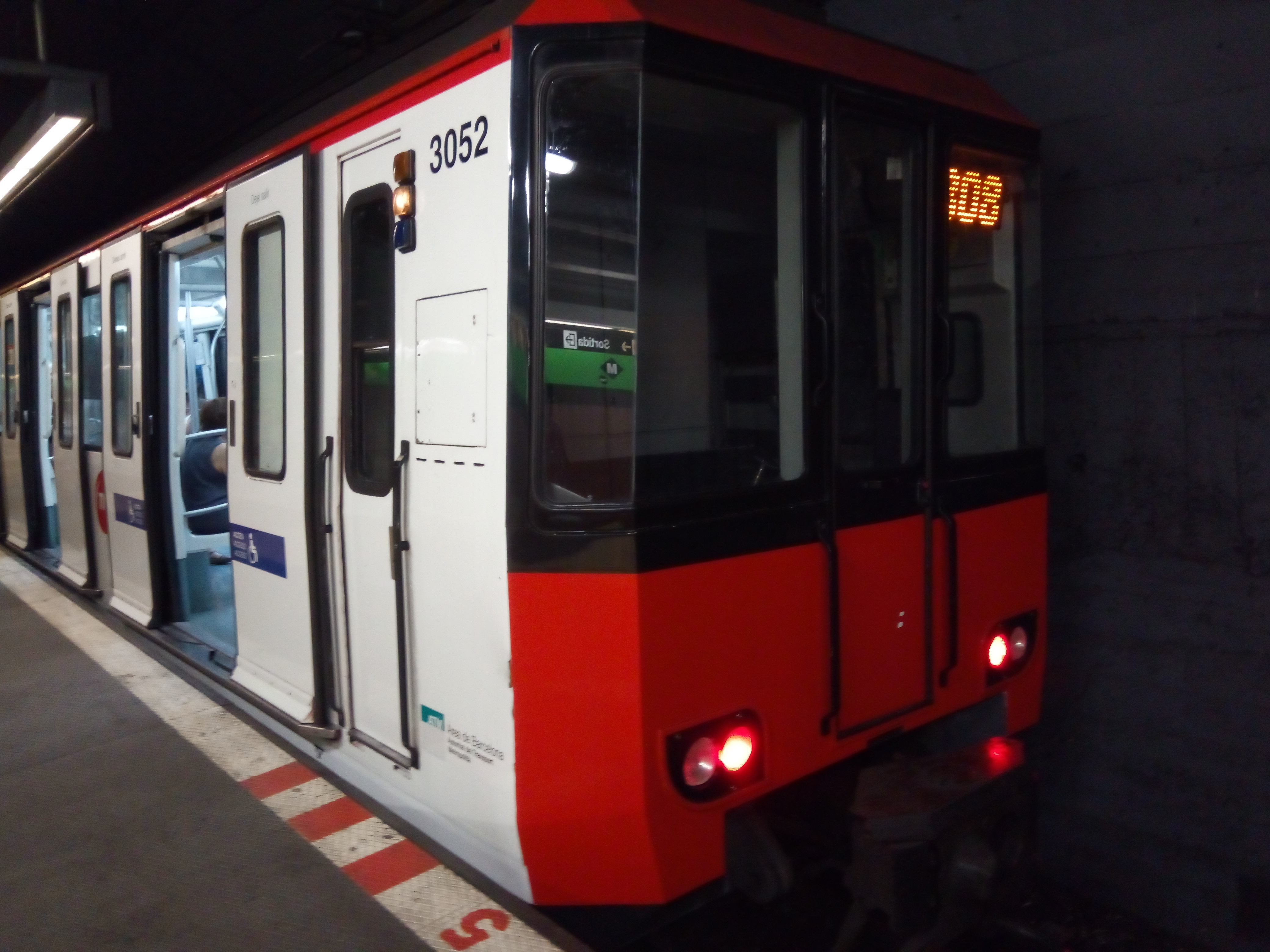
Unidad Serie 3000 del Metro de Barcelona en la Estación de Zona Universitària Cabecera de las líneas 3 y 9 Sur

La Línea 3 del Metro de Barcelona es una línea de ferrocarril metropolitano soterrado integrada en la red del metro de Barcelona y que da servicio a la ciudad de Barcelona. Inaugurada en 1924 bajo el nombre de Gran Metro y uniendo por aquel entonces las estaciones de Plaza Cataluña y Lesseps, se trata de la línea más antigua de la ciudad. 
Actualmente conecta las estaciones de Zona Universitària y Trinitat Nova en un trazado de 18,4 kilómetros de doble vía totalmente soterrada.

## Características generales
La línea 3 es una línea operada por Transportes Metropolitanos de Barcelona (TMB). El trazado de la línea es de doble vía soterrada. Las cocheras y talleres se encuentran en Sant Genís, en la estación de Vall d'Hebron. Tiene una longitud de 18,4 kilómetros, 26 estaciones, 19 trenes en hora punta y el año 2011 recibió un total de 86 millones de pasajeros, convirtiéndose así en la segunda línea en volumen de viajeros por detrás de la L1.
El único municipio cubierto por la línea es la ciudad de Barcelona, discurriendo por siete de sus distritos: Ciudad Vieja, Les Corts, Ensanche, Gracia, Horta-Guinardó, Nou Barris y Sans-Montjuic.

### Material rodante
Actualmente circulan trenes de las series 5000 y 7000. El 13 de marzo entró en servicio la primera unidad para de esa manera ir substituyendo por los de las series 3000 y 2000. Los trenes de la serie 3000R son una remodelación de los 3000. Esta remodelación consiste, entre otros cambios, en reordenar los asientos del interior de los convoyes, con el objetivo de aprovechar mejor el espacio, y también en comunicar algunos de los vagones de los trenes, para facilitar que los viajeros se distribuyan a lo largo del tren. La serie 3000 fue retirada el 16 de febrero de 2024.
Estéticamente, estos nuevos 2000 trenes se diferencian de los 3000 sin reformar por el cambio de color blanco a rojo en el exterior de los trenes. Las primeras unidades reformadas empezaron a circular en el año 2007. También a partir de 2016 se reformaron la serie 2000 haciendo el mismo cambio de interiorismo que sufrían las 3000/4000, a diferencia que esas ya tenían pasillo intercomunicador, y se cambiaron los articulares por otros más modernos. El último tren de esta serie circuló en junio de 2024.
En 2020 llegaron las 5000 de segunda generación adquiridas en 2018 por reforzar las frecuencias de paso. 

### Estaciones
Las estaciones presentan mayoritariamente andenes laterales, excepto Mundet, Valldaura, Canyelles, Roquetes y Trinitat Nova que cuentan con andén central. La mayoría de las estaciones están adaptadas a personas con movilidad reducida, concretamente el 92% están adaptadas (24 de 26).
Conecta con: Línea 5 en la estación de Sants Estació, Línea 2 en Paralelo, Líneas 2 y 4 en la estación Paseo de Gracia, Línea 1 en las estaciones de España y Cataluña, Línea 5 y FGC en la estación de Diagonal con el nombre de Provenza, Trambaix entre las estaciones de María Cristina y Palacio Real y Zona Universitaria y líneas 4 y 11 en la estación de Trinitat Nova. 
La línea 3 destaca por ser la primera que dispuso de escaleras mecánicas en el Metro de Barcelona; concretamente se instalaron en la estación de Aragón (actual Paseo de Gracia) en el año 1901 y procedían de la Exposición Internacional del 1909, siendo adoptadas para la estación. También cuenta en su haber el hecho histórico de tener la primera instalación pública con iluminación fluorescente (julio del 1936) que se instaló en la desaparecida estación de Correus. En el año 1939 se instalaron en Cataluña, Aragón y Diagonal. La única estación que no está adaptada a movilidad reducida es la estación de España. Hay un total de doce estaciones con correspondencia con otras líneas de metro, tranvía y trenes de cercanías y regionales.
| Estación                    | Metro | Otros   |
| --------------------------- | ----- | ------- |
| Zona Universitària          |       | Autobús |
| Palau Reial                 |       |         |
| Maria Cristina              |       |         |
| Sants-Estació               |       | Autobús |
| España                      |       |         |
| Paral·lel                   |       |         |
| Cataluña                    |       |         |
| Paseo de Gracia             |       |         |
| Diagonal                    |       |         |
| Lesseps                     |       |         |
| Vall d'Hebron \| Sant Genís |       |         |
| Trinitat Nova               |       |         |

## Historia

Ferrocarril Metropolitano Norte-Sur de Barcelona.

La actual línea 3 es fruto de diferentes proyectos ferroviarios que fueron variando a lo largo de los años. Inicialmente nació de la mano de la compañía Gran Metropolitano de Barcelona (GMB) como un ramal (Línea II), una rama abierta en 1926 que conformaba una "Y" con el Gran Metro. Sin embargo, los túneles eran anteriores: se construyeron en 1908 durante las obras que ejecutó el Ayuntamiento de Barcelona en Vía Layetana con motivo del Plan de Reforma de la Ciudad. Posteriormente, el Plan de Metros de 1966 planificó segregar el ramal de Vía Layetana para hacer dos líneas circulares. A partir de 1971 se modificó el proyecto, manteniendo la segregación que se haría efectiva en 1972, planteando ya el trazado de línea actual. 

### Antecedentes
Durante el siglo XIX, la población de Barcelona se quintuplicó a causa de la industrialización de la ciudad, llegando a los 544.137 habitantes en 1900. En 1863 se inauguró el Ferrocarril de Barcelona en Sarriá (actualmente Línea Barcelona-Vallés) y en 1872 la primera línea de tranvías con tracción animal, desde la zona de La Boquería al municipio de Gracia. 
En 1900, el tráfico rodado había aumentado considerablemente y las principales vías se iban atascando. Pablo Muller y Gonçal Zaragoza solicitaron en 1907 la concesión de un ferrocarril subterráneo en Barcelona, llamado Ferrocarril Metropolitano Norte-Sur de Barcelona, para unir el Parque de la Ciudadela con la Bonanova, pasando subterráneamente a través del paseo de Colón, la Rambla, Plaza de Cataluña, Paseo de Gracia, calle Mayor de Gracia, plaza de Lesseps, la montaña del Putxet y el paseo de San Gervasio. A pesar del interés, tanto para técnicos y autoridades municipales, los autores del proyecto no encontraron la financiación necesaria para llevarlo a cabo y transfirieron todos los derechos de la concesión al Banco de Vizcaya.

### Gran Metro

El recorrido del Gran Metro (L3 y L4) en 1946.

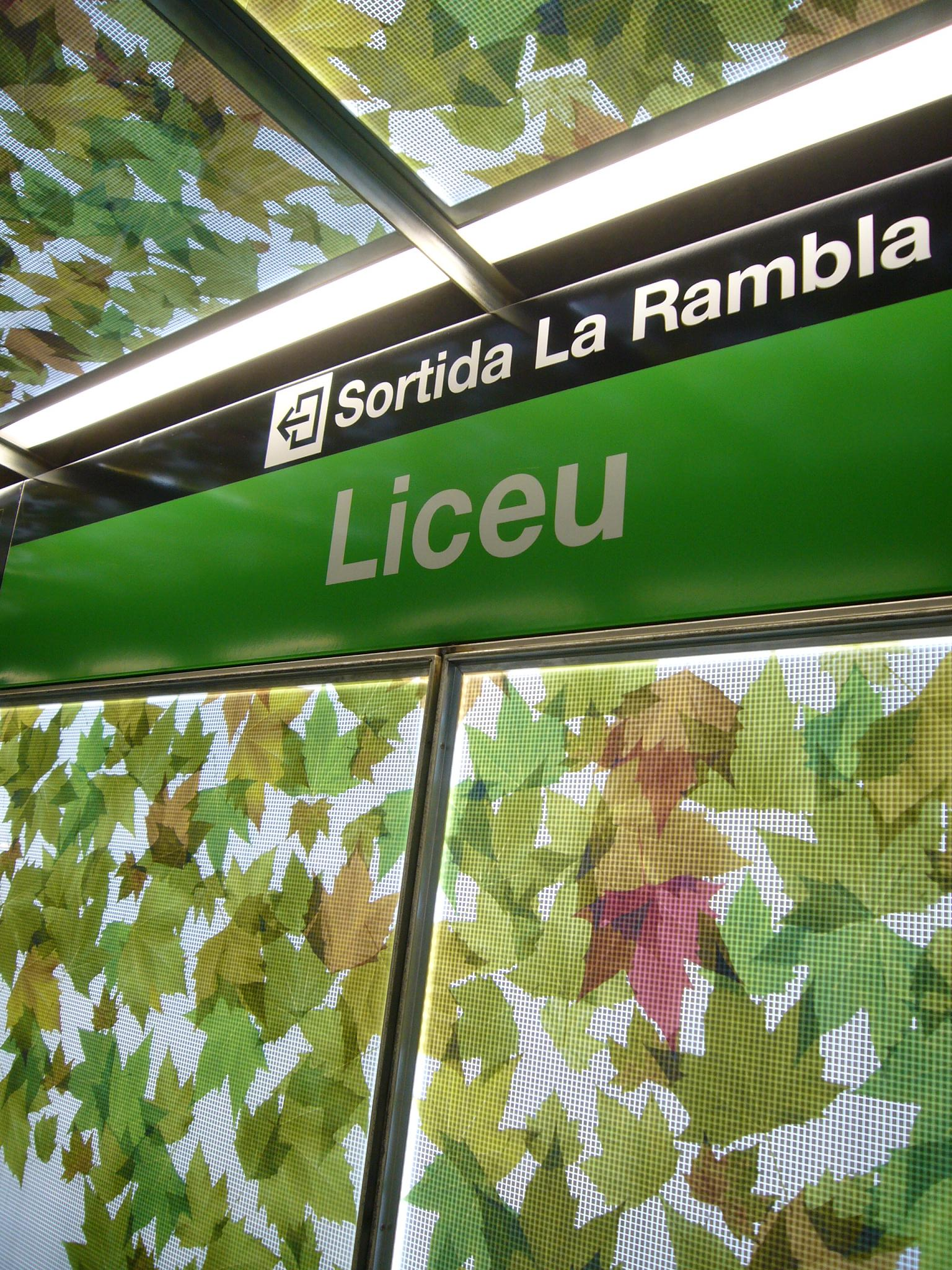
Detalle del diseño de los andenes de la L3 en la estación de Liceu.

En 1920 el Banco de Vizcaya (Actualmente: BBVA) decidió retomar el proyecto debido al progresivo aumento del tráfico de la red de tranvías, la inauguración del metro de Madrid y el interés generado por la construcción del Metro Transversal. Por Real Orden del 12 de febrero de 1921 se otorgaba a este banco la concesión del ferrocarril eléctrico subterráneo por 99 años. Para coordinar la gestión de la línea y ampliar la financiación, Banco de Vizcaya se asoció a otras empresas de transporte público de Barcelona, constituyendo así una nueva sociedad denominada Gran Metropolitano de Barcelona S.A. (GMB).
Al poco de iniciarse las obras en julio de 1921, la sociedad GMB presentó un proyecto de modificación del trazado modificando los dos extremos de la línea y que fue aprobado por la División de Ferrocarriles en 1922. Por un extremo se situaba la estación terminal en la plaza de Lesseps, en vez de en el paseo de San Gervasio, ya que en los últimos años se habían construido varias líneas de tranvías en la zona y GMB quería solicitar la concesión de una nueva línea que pasaría por la misma. En el otro extremo se modificaba el proyecto inicial para la construcción de una nueva línea que se iniciara en paseo de Gracia hasta el Portal de Mar, ya que la construcción de los túneles a lo largo del paseo de Colón se complicaba debido a que el subsuelo está formado por bloques de piedra de la antigua escollera y podría causar filtraciones de agua. El trazado de esta previsto por la Ronda de San Pedro y Vía Layetana. En Layetana se aprovecharían los túneles ya existentes que construyó el Ayuntamiento de Barcelona en 1908 durante el Plan de Reforma de la Ciudad y que todavía no se habían utilizado. GMB adquirió los túneles por 800.000 pesetas, pagando adicionalmente al ayuntamiento un canon anual de 45.000 pesetas y una participación de la explotación de la línea.
Con la modificación se pasaba de tener una línea a dos en forma de Y con un tramo común, llamadas «Línea I» de Lesseps a Liceu y «Línea II» desde Aragón (ahora Paseo de Gracia) a Correos. Además, GMB también proyectaba la construcción de tres líneas más:
- Línea III: Hacia el norte, desde Lesseps en San Gervasio, Vallcarca y Horta con una longitud de 4.917 metros.
- Línea IV: Línea de circunvalación desde Lesseps en Sarriá, Les Corts, Sants, Hostafrancs, el Pueblo Seco, la Rambla, por la avenida de la Catedral hacia el Parque de la Ciudadela y la Estación de Francia, donde enlazaría con la Línea II.
- Línea V: Desde la Estación de Francia hacia el paseo de Colón, la Puerta de la Paz y la Rambla de Santa Mónica hasta estación de Liceo, donde enlazaría con las líneas I y IV.

Las obras se hicieron de forma subterránea en el Ensanche y el Gracia para no afectar a los colectores y la zanja que había en la calle Aragón como consecuencia de la construcción de la línea Barcelona-Tarragona, mientras que en Ciutat Vella se hicieron a cielo abierto.
La inauguración del primer ferrocarril metropolitano de la ciudad se produjo el 30 de diciembre de 1924, presidida por Fernando de Baviera en representación del rey Alfonso XIII. Se abrió el tramo entre la estación de Cataluña y la estación de Lesseps de la Línea I, ya que el tramo de Liceo estaba más atrasado. Tenía una longitud de 2.741 metros con cuatro estaciones: Lesseps, Diagonal, Aragón (ahora Paseo de Gracia) y Cataluña, con ascensores en Lesseps y Fontana. Esta última estación fue abierta posteriormente el 1 de mayo de 1925. Por su parte, la ampliación hasta Liceo fue abierta el 5 de julio del mismo año, llegando así a conseguirse una línea de 3348 metros.
El 19 de diciembre se inauguró oficialmente el tramo "Cruce Aragón", Urquinaona y Jaime I. Con esta inauguración se comienza a circular trenes desde Lesseps hasta Aragón por vía única y desde aquí se bifurcaban unos a Cataluña - Liceo y otros a Urquinoana - Jaime I, y unas pizarras en los andenes indicaban la dirección de cada tren. 
El 8 de mayo del 1932 el Gran Metro ponía en servicio un andén central en la estación de Aragón (actual Paseo de Gracia) facilitando la correspondencia entre las líneas de la Rambla y de la Vía Layetana, y una escalera mecánica desde dicho andén hasta el vestíbulo superior, salvando un desnivel de 9 metros; asimismo ponía en servicio una galería de enlace desde el vestíbulo de esta estación con el andén del apeadero del Paseo de Gracia (MZA) dirección a la estación de Francia. La escalera mecánica, así como la que se instalarían en las estaciones de Marina (Metro Transversal) y Diagonal-Paseo de Gracia (Gran Metro) procedía de la recuperación de las montadas en su día en los accesos de la Exposición Internacional de Montjuic. 

### Línea II del Gran Metro
La línea II llevaba un gran retraso debido a la abundancia de aguas subterráneas y a la construcción de la estación de Jaime I, ya que el Ayuntamiento de Barcelona no permitía parar la circulación en Vía Layetana. El primer tramo de esta línea se inauguró el 19 de diciembre de 1926, entre Aragón y Jaime I, con una tercera estación en Urquinaona. La prolongación de la línea II hasta Correos se inauguró el 20 de febrero de 1934 a las doce del mediodía. La circulación de trenes entre las estaciones de Jaime I y Correos se efectuaba por vía única, ya que solamente se aprovechó uno de los túneles gemelos existentes construido a principios del siglo y que hubo de ser modificado profundizándolo en dos metros para ajustarse al gálibo del ferrocarril; el otro túnel se adaptó como andén de la estación, haciendo aberturas en el hastial común. que posteriormente se desdoblaría en la década de 1940. El 15 de abril del 1946 se prolonga la línea 122 metros más, desde Liceo hasta la estación de Fernando.
A finales de esta década no se pudieron realizar tres proyectos de ampliación por varias razones:
- Prolongación de la línea II desde Correos hasta la Estación de Francia.
- Prolongación de la línea I desde Lesseps hasta la calle de Padua (rechazado por el Ministerio de Obras Públicas).
- Construcción de una nueva estación, Travesera, entre Fontana y Diagonal (fue aprobado por el ministerio y se llegó a expropiar la finca, pero el expediente se alargó demasiado).

### Municipalización y absorción del Gran Metro

Andenes de la línea 3 en la estación de Lesseps.

El 30 de octubre de 1952, el pleno del Ayuntamiento de Barcelona aprobó un acuerdo donde se preveía la municipalización de todas las empresas de transporte público de la ciudad. El 31 de diciembre de 1954 se adquirió un paquete de acciones de control y la mayoría del capital social de la sociedad GMB. Una de las mejoras más importantes que trajo esto consigo fue la construcción de un pasillo de conexión a los andenes en las estaciones de Cataluña del Gran Metro y el Metro Transversal el 26 de junio del 1956. Tras la fusión, las líneas I y II del GMB (La Y por completo) pasaron a denominarse Línea III.
El 3 de abril del 1959 entró en servicio el primer tren (compuesto por coche motor y remolque) de una serie de seis nuevos coches de la serie 300 para permitir reducir la frecuencia a 3 minutos en los ramales de Lesseps-Ferran y Lesseps-Correus y a un 1'30 en el tronco común. En la estación de Correos se congregaron las autoridades de la época para realizar un recorrido de toda la línea hasta la Estación de Lesseps. El 11 de diciembre del mismo año, en la estación de Cataluña del Gran Metro se puso en servicio un portillón automático en el acceso del pasillo de correspondencia al andén dirección Lesseps, que se cerraba al llegar el metro a la estación, abriéndose al salir el tren. Con este dispositivo se deseaba impedir las avalanchas del público que hacía el transbordo desde el Metro Transversal. Posteriormente se instaló también en la estación de Aragón.
El 18 de julio del 1960 se procedió a la inauguración del nuevo acceso y vestíbulo de la estación de Lesseps y sus escaleras mecánicas; el 15 de mayo anterior había sido suprimido su ascensor, iniciándose el derribo del edículo correspondiente, primera medida para el desarrollo de los planes de reurbanización de la plaza. 

### Proyecto de Línea III

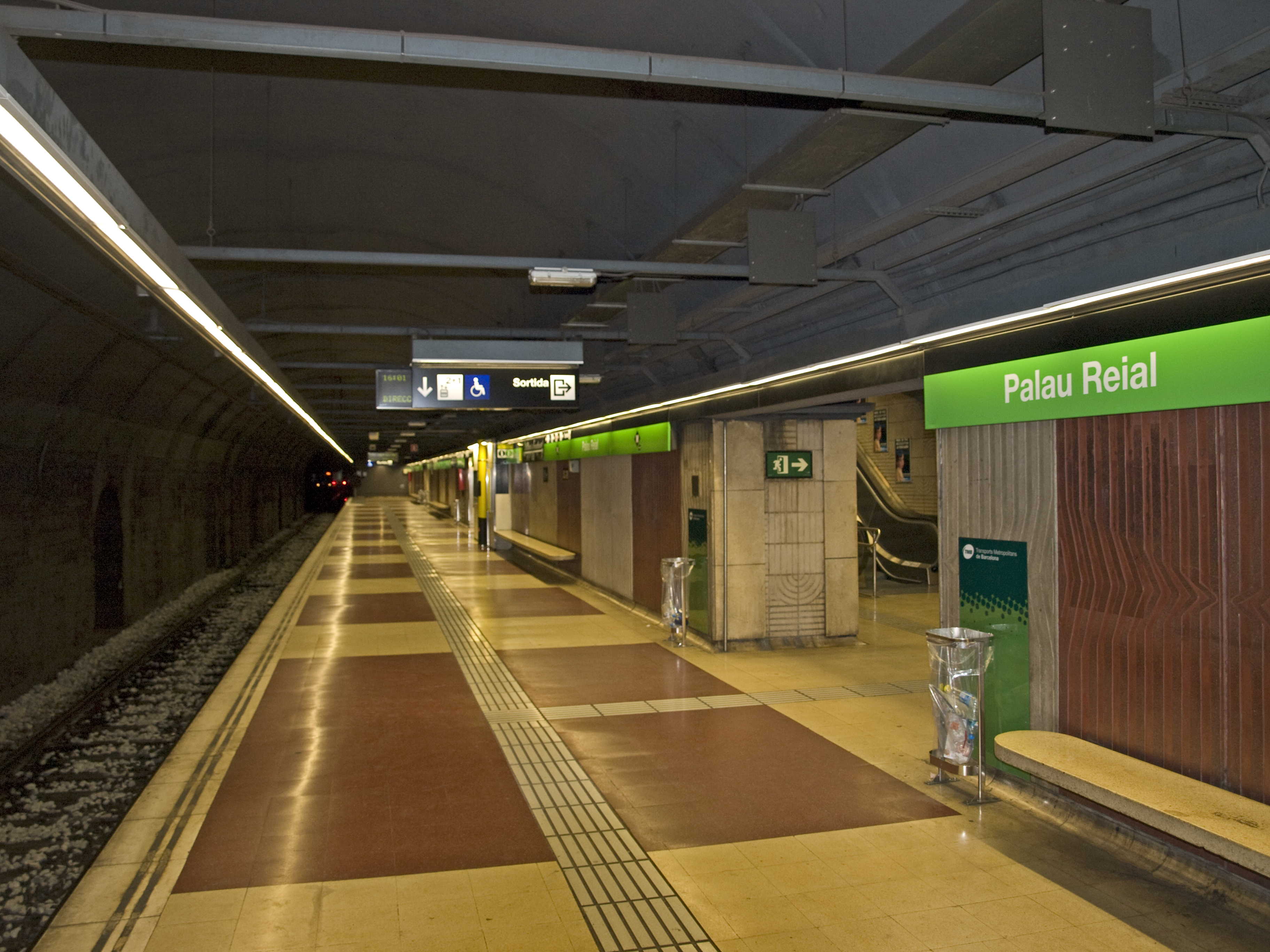
Estación de Palau Reial.

En 1961 y al existir una sola compañía que explotaba las líneas del Metro de la ciudad, se establece la numeración del servicio de forma correlativa, con la particularidad de que la nomenclatura era romana (único caso en todas las ciudades del mundo que tenían metro). A la línea Sta. Eulalia - Fabra y Puig le correspondió el número I, a la línea Sagrera - Vilapiscina el número II, y a la línea Lesseps - Correos/Fernando le correspondió el número III. 
En el Plan de Urgencia de 1963 se proponía la prolongación del metro desde Fernando a Plaza de España y desde Lesseps a la calle de Vallirana. En el Plan de Metros de 1966 se propone la segregación del ramal de Vía Layetana (antigua línea II del GMB) de la línea III desde la bifurcación de Aragón hasta la estación de Correos para crear una línea circular en el Distrito del Ensanche, Ciudad Vieja, San Martín, San Andrés, Guinardó y Gracia.
El 14 de diciembre del 1968, bajo la presidencia del Sr. Director de Transportes Terrestres y demás autoridades, tuvo lugar la inauguración de la estación de Drassanes (y por tanto de la primera prolongación de la línea III). Asimismo, en el mismo día, se puso en servicio el nuevo vestíbulo de la estación de Diagonal-Paseo de Gracia (previsto para la correspondencia con la línea V y cuya obra comprendía la construcción de un puente de la línea III sobre la línea V) y se inauguró la ampliación de dicha estación para su adaptación a trenes de cinco coches. Tanto la prolongación de la línea como el nuevo vestíbulo de Diagonal-Paseo de Gracia quedaron abiertos al público a partir de las 15 horas.
El 20 de marzo de 1972 se cerró definitivamente al público la estación de Estación de Correos y, desde el 4 de abril también se clausuró temporalmente el tramo entre Urquinaona y Jaime I para realizar obras: así, la línea III pasaba a perder el ramal de Vía Layetana y ser una línea sin ramales, desde Lesseps a Fernando. El antiguo ramal de Vía Layetana se reabriría en 1973 como línea IV.
Para el tramo de línea III que restaba, se proponía convertirla en una línea circular que llegase desde el barrio de las Cortes hasta la Avenida Diagonal y posteriormente cerrar el círculo en Lesseps. En 1971 se rectifica el proyecto para que finalmente no fuese una línea circular, cambiando el trazado por uno más similar al actual entre Zona Universitaria y Canyelles, pero con la prolongación desde Zona Universitaria hasta Esplugas de Llobregat y San Justo Desvern. En 1974 se propone la prolongación desde Canyelles a Trinitat Nova y desde allí a Ciudad Meridiana.

### Tramo Ferran-Paral·lel

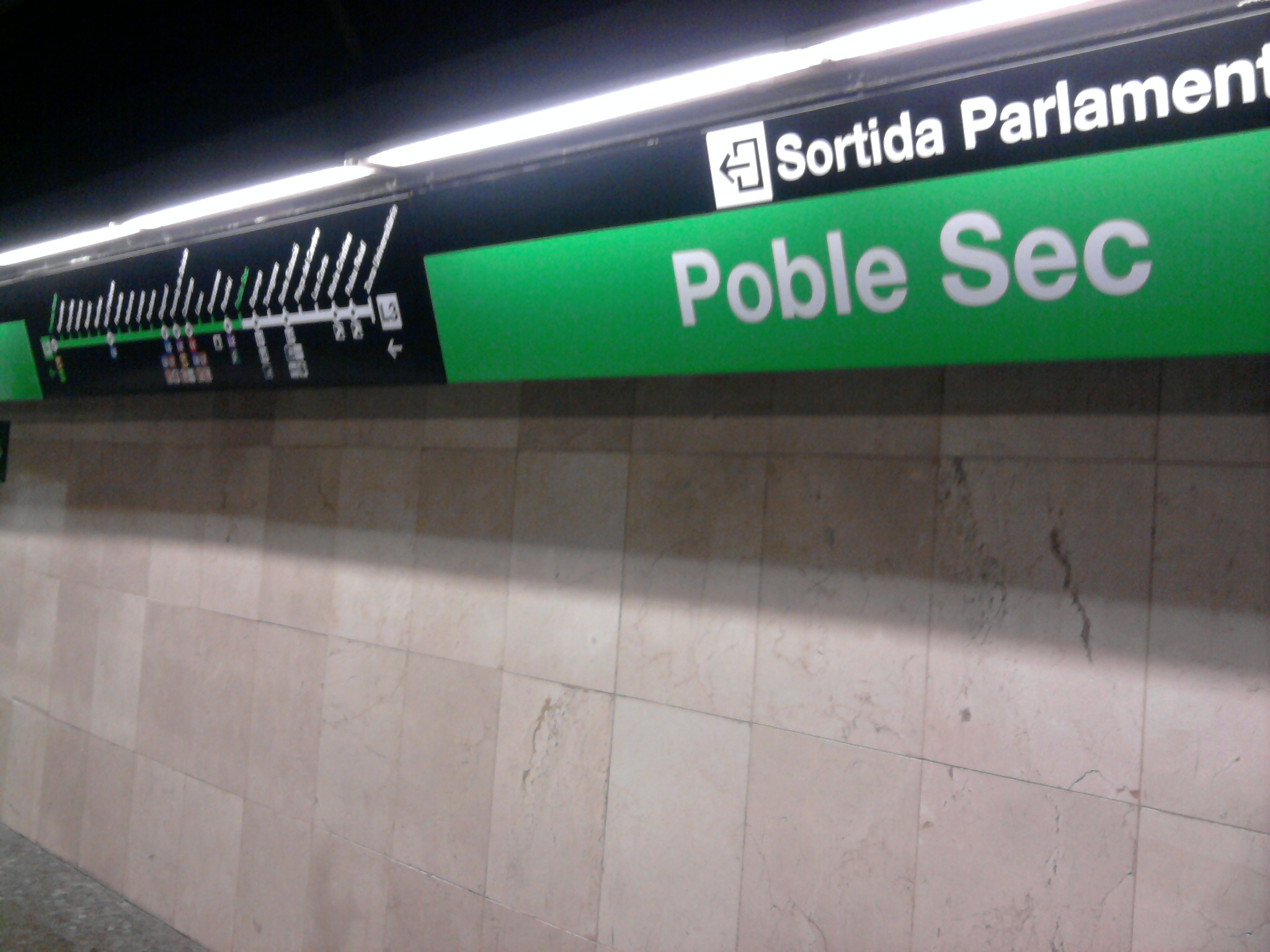
Andenes de la estación de Poble Sec.

También en la misma fecha quedó sin servicio el andén central de Diagonal-Paseo de Gracia, iniciándose así las obras de la ampliación de la estación que incluía la supresión de este andén y la ampliación de los andenes laterales. Por este motivo desde el 28 de enero de 1969 al 5 de febrero del mismo año los trenes dirección Lesseps no efectuarían parada en Diagonal-Paseo de Gracia facilitando así los trabajos ripados de la vía y ampliación del andén correspondiente; de la misma forma, desde el 7 de febrero hasta el 17 los trenes descendentes no dejaban ni tomaban viajeros en dicha estación. El 3 de diciembre de 1968 entró en servicio la remodelada estación de Liceu, aunque limitada temporalmente a un solo andén ya que era inminente la inauguración de la prolongación de la línea hasta Drassanes. 
El 27 de mayo del 1969, el Ministerio de Obras Públicas adjudicaba las obras de construcción del tramo Pueblo Seco-María Cristina (de la línea III) y del tramo Zona Universitaria - María Cristina. El 17 de junio del 1970, a las once de la mañana, se inauguró la estación de Pueblo Seco (actual Paralelo). El precio del billete ordinario en esta estación era de 2,5 pesetas; los viajeros procedentes de las demás estaciones (salvo los originarios de la línea V) debían pagar a la salida un suplemento de 5 pesetas.
El 1 de marzo de 1968 se cerró definitivamente la estación de Ferran para la ampliación de una estación desde Liceu a Drassanes. La ampliación se hizo a medios de diciembre del mismo año. La próxima prolongación a Paral·lel ya estaba en obras y los túneles ya estaban finalizados.
El 17 de junio de 1970 se prolongó la línea III en una estación desde Atarazanas a Pueblo Seco. La prolongación de 700 metros llegaba a la parte baja del barrio de Pueblo Seco. Ya estaba programado el futuro enlace con la línea 2 que no se inauguraría hasta 1995. En ese momento ya tendría correspondencia con el funicular de Montjuic y el teleférico que se planeaneba.

### Línea III-B: Poble Sec-Zona Universitaria

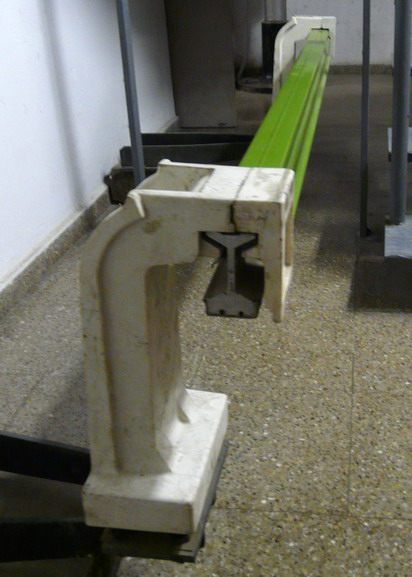
Tramo de tercer carril de la L3, situado en la Asociación de Amigos del Ferrocarril de Barcelona.

En 20 de enero de 1975, dentro de los actos del cincuentenario del Metro de Barcelona se abrió se inaugura un nuevo tramo de 3600 metros de longitud de la línea III, llamada «Línea III-B» entre Zona Universitaria y Roma (actual Sants Estació). El cambio de nomenclatura se debía a se utilizaba en este tramo un tercer carril para alimentar los trenes de electricidad en vez de la catenaria rígida que había en el resto de la línea. En consecuencia, los viajeros debían hacer transbordo en Paralelo de la línea III a la III-B. Los trenes de esta última se situaban en los andenes que actualmente utiliza la línea 2.
El 15 de julio se abrió el segundo tramo de cuatro estaciones: Roma, Tarragona, España, Parlamento (actual Poble Sec) y Pueblo Seco (actual Paral·lel).
En 1982 y aprovechando que se iba a reformar de la cartelería de la red de metro y ante la inminente celebración del mundial de fútbol, las líneas del metro pasan a denominarse con números arábigos y también se decidió dar un color identificativo a cada línea. Así la Línea 3 a tener su nombre actual, así como su color verde. La línea 3B tenía el color verde claro como color identificador. Además, se aprovechó para catalanizar los nombres de las estaciones.
El 5 de junio de 1982 se unificó la línea, con la consiguiente mejora para los pasajeros al no tener que hacer el transbordo en Paral·lel. La unificación se realizó gracias a la realización de obras en el resto de la línea para instalar en ella el tercer carril, aunque posteriormente toda la línea pasaría al sistema de catenaria rígida.

### Tramo Vallcarca-Trinitat Nova

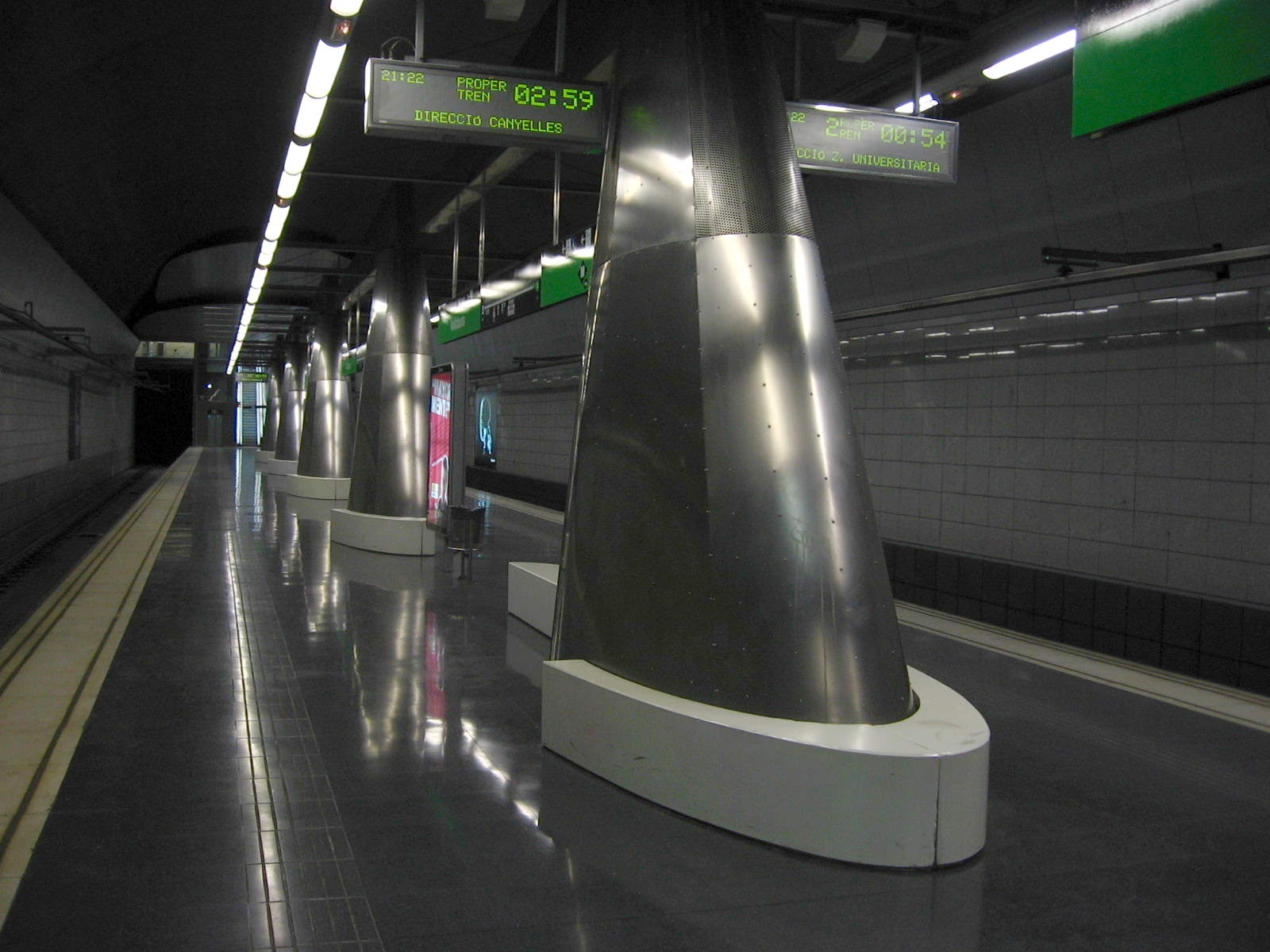
Estación de Valldaura.

El 6 de noviembre de 1985 se prolongaba por primera vez desde la línea desde Lesseps con cuatro estaciones: Vallcarca, Penitents, Vall d'Hebron y Montbau. La inversión fue de 3.000 millones de pesetas para 3.900 metros de longitud. Se instaló una subcentral rectificadora en la estación de Lesseps para suministrar el nuevo tramo.
El 29 de septiembre del 1986 comenzó a dar servicio el primer tren de la serie 3000. Progresivamente entraron en servicio más trenes de la serie 3000 que permitió convertir a la línea con coches de formación quíntuplas y retirar los trenes de las series 300 y 1000. Entre septiembre de 1986 y diciembre de 1987 se incorporan al servicio 18 trenes de la nueva serie 3000 que venían a sustituir a los antiguos de la serie 300 con los que comenzó la línea en el año 1924. El acto oficial de despedida de la serie 300 se realizó el 12 de marzo de 1988, donde circuló el último tren en esta línea. 
El 21 de septiembre de 2001 se abrió al público la prolongación de la línea 3 en tres estaciones de la estación de Montbau hasta Canyelles, con las estaciones intermedias de Mundet Valldaura, dando cobertura a estos barrios y al campus universitario de Mundet. Las nuevas estaciones tenían como característica común un andén central, y una ha sido diseñada por un equipo diferente de arquitectos. La estación de Mundet fue diseñada por Ventura Valcarce; la de Valldaura es obra de Manel Sánchez. mientras que Alfonso Soldevila fue el autor de la estación de Canyelles. Este nuevo tramo de la línea 3 costó 12144 millones de pesetas y tuvo como consecuencia la puesta en marcha de tres nuevos trenes quíntuples.
En el año 2003 se iniciaron las obras de prolongación de la línea desde la estación de Canyelles hasta la de Trinitat Nova, dónde se instalaría un intercambiador entre las líneas L3, L4 y L11. La obra suponía la creación de 1,8 km, de longitud a una profundidad de entre 16 y 74 metros. La perforación del túnel, de 8,6 m de diámetro se realizó con el sistema de explosivos. El 20 de diciembre del 2006 se realizó la apertura de los dos extremos del nuevo túnel entre Canyelles y Trinitat Nova y de esta forma comenzó las obras de instalación de vías y catenarias. 
Dos años más tarde, el 4 de octubre del 2008 se inauguró las estaciones de Roquetes y Trinitat Nova. Inicialmente se tendría que haber abierto en 2007, pero el hundimiento del Carmel retrasó la construcción. En Trinitat Nova se enlaza con la línea 4 y la línea 11, creando así el primer gran intercambiador del nordeste de la ciudad.
En 2022, la estación de Vall d'Hebron cambió a Vall d'Hebron | Sant Genís y la de Drassanes a La Rambla | Drassanes, al considerarse nombres más descriptivos.

## Futuras ampliaciones
Por un lado se plantea la prolongación en una estación desde Trinitat Nova a Trinitat Vella, tanto en el Plan Director de Infraestructuras 2001-2010 como en el 2009-2018 de la Autoridad del Transporte Metropolitano. Por otro lado, el PDI 2001-2010 recoge la actuación AX17 que planteaba la construcción de la llamada línea 12. En la revisión del PDI se sustituyó esta por el AX17a (prolongación de la L3) y la AX17b (prolongación de L12).
En el PDI 2009-2018 se recoge la misma actuación, añadida posteriormente, que implicaría la ampliación en nueve estaciones de la L3 desde Zona Universitaria hasta la estación de cercanías de San Feliú de Llobregat. Las estaciones nuevas que se añadirían son las siguientes:
Extremo norte (Besós)
- Trinitat Vella: Correspondència con la L1.

Extremo sur (Llobregat)
- Finestrelles-Sant Joan de Déu: En el barrio de Finestrelles de Esplugas de Llobregat, al lado del Hospital de San Juan de Dios. Correspondencia con la L6.
- Esplugues Centre: Situada en la plaza del Ayuntamiento. Correspondencia con el Trambaix.
- Sant Just Centre: Cruce de la Calle Mayor y la Rambla, en San Justo Desvern.
- Hospital Comarcal: Al lado del Hospital Comarcal de San Juan Despí.
- Av. Barcelona: Correspondencia con el Trambaix.
- Sant Joan Despí: Correspondencia con cercanías de Renfe.
- Torreblanca: Situada en el barrio de Torreblanca - Pla del Vent.
- Sant Feliu-Consell Comarcal: Correspondencia con el Trambaix.
- Sant Feliu Centre: Correspondencia con Rodalies de Catalunya